# 正義聯盟的製作歷程
2017年電影《正義聯盟》有一段艱困的製作歷史。本片的劇本與拍攝在前期製作和製作過程中發生了重大變化，其中包含了導演更換。這導致前製與主要拍攝之版本同院線版本有著巨大差異。
本片大多數的更動是因DC 擴展宇宙（DCEU）之下的《蝙蝠俠對超人：正義曙光》和《自殺突擊隊》兩片之負面評價所致。《正義聯盟》的大部分製作都由導演查克·史奈德負責，但史奈德在他女兒於2017年5月去世後，於後製期間離開導演職位，喬斯·溫登在那時接任，以未列名的共同導演身份完成了這部電影。溫登負責監督劇本的重寫、重拍與其他相關更動，他為電影增添了更明亮的基調和更多的幽默感，並根據華納兄弟影業的要求將片長縮短到120分鐘。然《正義聯盟》的院線版本票房失利，專業評論與大眾評價均褒貶不一，進而導致華納兄弟重新評估了 DCEU 的未來。
當本片製作過程陷入困境，以及史奈德離開本片的相關細節浮出檯面後，發布一個更忠於史奈德版本的《正義聯盟》一事，引起了人們的高度興趣。史奈德作品的粉絲、《正義聯盟》的演員和劇組成員、以及其他電影業人士開始發起請願，請求華納發行「史奈德剪輯版」。當時，華納表示他們沒有發行《正義聯盟》其他剪輯版本的計畫。然而，在2020年5月20日，查克·史奈德親自於《超人：鋼鐵英雄》的線上觀看派對中確認，《查克史奈德之正義聯盟》未來將在 HBO Max上發行。2021年3月18日如期上映。

## 原始版史奈德/泰瑞歐劇本 （2014–2016）
在《超人：鋼鐵英雄》（2013）上映後，導演查克·史奈德構思了 DC 擴展宇宙 (DCEU) 的基礎，整個電影宇宙以五部電影為核心，包括《超人：鋼鐵英雄》、《蝙蝠俠對超人：正義曙光》和正義聯盟三部曲。正如 Screen Rant 的 Stephen M. Colbert 所述，整個DC 擴展宇宙的結構與漫威電影宇宙的走向是「相逆」的。 與《復仇者聯盟》系列採用多部個人電影起頭，最後於復仇者聯盟電影中合作的模式不同，DC的策略是以英雄合作電影為主軸，過程中加以英雄個人電影作為點綴，這些個人電影也各自設定在不同的時間點。史奈德對整個系列的最初構想是讓《蝙蝠俠對超人：正義曙光》成為系列中最黑暗的一部，並自該片之後讓後續電影展現更有希望的基調。即便如此，史奈德在描述他與克里斯·泰瑞歐寫的《正義聯盟》原始劇本時，卻使用了「黑暗」和「可怕」的字眼。根據概念藝術圖，天啟星和新神的場景設計深受H·R·吉格爾的科幻創作之影響。

## 「史奈德剪輯版」（2016–2017）
《蝙蝠俠對超人：正義曙光》上映後收穫影評的普遍負面評價（爛番茄的新鮮率僅29%，平均評分為4.94，滿分10分），但觀眾對該片的評價相對正面一些（CinemaScore達到B級）。對該片的多數批評集中在它的黑暗色調、缺乏幽默感和緩慢的節奏上。這種負面反應導致華納兄弟影業和史奈德重新評估了未來DCEU即將上映的電影，尤其是已經完成主要拍攝的《自殺突擊隊》與再一個月便要開鏡的《正義聯盟》。史奈德和泰瑞歐一直有計劃讓DCEU電影的基調逐漸變得更加輕鬆和正面，但是《蝙蝠俠對超人：正義曙光》的負面反應使他們改寫了正義聯盟的劇本，使其基調比原先計劃地更帶有希望。在攝影師法比安·瓦格納(FabianWagner)與史奈德的第一次會面中，他說他想「擺脫系列中其他電影畫面的風格化、去飽和、超高對比度。」

## 院線版（2017）
在「史奈德剪輯版」的走向被否決後，華納和傑夫·強斯聘請電影製片人喬斯·溫登重新編寫劇本，並協助進行大量的重新拍攝。（然而，他可能比報導的更早被聘用，並參與多人共同編劇的過程。）溫登曾經至華納兄弟公司自薦自己開發的蝙蝠女電影計畫，強斯接受了他的提議，並與他合作開發該部電影。強斯將此視為能幫助《正義聯盟》進行額外劇本重寫和重新拍攝的機會。很快，華納兄弟公司給了溫登更多的主導權，並擔任重新拍攝的主要負責人。當史奈德夫婦在女兒去世並離開《正義聯盟》項目後，溫登接任導演職位，並主導了約55天的重拍過程。時任華納首席執行官的凱文辻原要求《正義聯盟》的時長不得超過兩個小時，這是片商在整個主要拍攝過程中一直在向查克提出的要求，但史奈德本人從未認真看待此事，他宣稱要在2小時內講述他的故事幾乎是不可能的事情。根據報導，華納決定不推遲上映日期（即便延後上映能讓電影製作人有更多時間來完善正義聯盟），一部分原因是為確保高層可以獲得他們的年度加給獎金，另一部分原因是他們擔心AT&T收購華納後，可能會解散華納兄弟電影公司，這可能會導致本來就不完整的電影完全報銷。

## 外部連結
- ForSnyderCut.com （页面存档备份，存于）  粉絲自製網站，提供「史奈德剪輯版」的所有最新消息與更新。
- Release the Snyder Cut （页面存档备份，存于） 在Know Your Meme的頁面。